# Rosières (Tarn)
Rosières (okzitanisch: Rosièiras) ist eine französische Gemeinde im Département Tarn mit 722 Einwohnern (Stand: 1. Januar 2022) in der Region Okzitanien (vor 2016 Midi-Pyrénées). Sie gehört zum Arrondissement Albi und zum Kanton Carmaux-1 Le Ségala (bis 2015 Carmaux-Nord).

## Geografie
Rosières liegt etwa zwölf Kilometer nordnordöstlich von Albi am Cérou, an der nordwestlichen Gemeindegrenze verläuft sein Zufluss Céroc. Umgeben wird Rosières von den Nachbargemeinden Sainte-Gemme im Norden, Saint-Jean-de-Marcel im Osten und Nordosten, Valderiès im Osten und Südosten, Le Garric im Süden sowie Carmaux im Westen.

## Bevölkerungsentwicklung
| 1962                      | 1968 | 1975 | 1982 | 1990 | 1999 | 2006 | 2013 |
| ------------------------- | ---- | ---- | ---- | ---- | ---- | ---- | ---- |
| 605                       | 599  | 601  | 645  | 692  | 636  | 721  | 759  |
| Quelle: Cassini und INSEE |      |      |      |      |      |      |      |